# Métallure à queue bronzée
Chalcostigma heteropogon
Espèce
Statut de conservation UICN

 LC  : Préoccupation mineure
Statut CITES
La Métallure à queue bronzée (Chalcostigma heteropogon) est une espèce de colibris de la sous-famille des Lesbiinae et de la tribu des Lesbiini.

## Distribution
La Métallure à queue bronzée est présente au Venezuela et en Colombie.

Carte de répartition de l'espèce

## Référence
(en) « Neotropical Birds Online », Cornell Lab of Ornithology, 15 octobre 2011